# قضاء العمارة

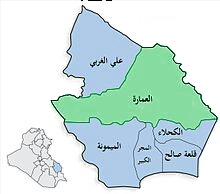
التقسم الإداري لقضاء العمارة

قضاء العمارة وهو أحد أقضية محافظة ميسان في العراق ويحتل الموقع الأوسط منها ويعتبر مركز المحافظة إذ تبلغ مساحته الكلية حوالي 6474 كيلو متر مربع ويشكل نسبة قدرها ( 40,3% ) من مساحة المحافظة وتتبع له اداريا ناحيتي كميت و المشرح ويقدر عدد سكان القضاء بحوالي 340 الف نسمة في 2002 اما في 2005 فقد وصلوا إلى 420 الف نسمة.